# El Menzah (délégation)
El Menzah est une délégation tunisienne dépendant du gouvernorat de Tunis.
En 2004, elle compte 43 320 habitants dont 20 664 hommes et 22 656 femmes répartis dans 11 881 ménages et 13 707 logements.

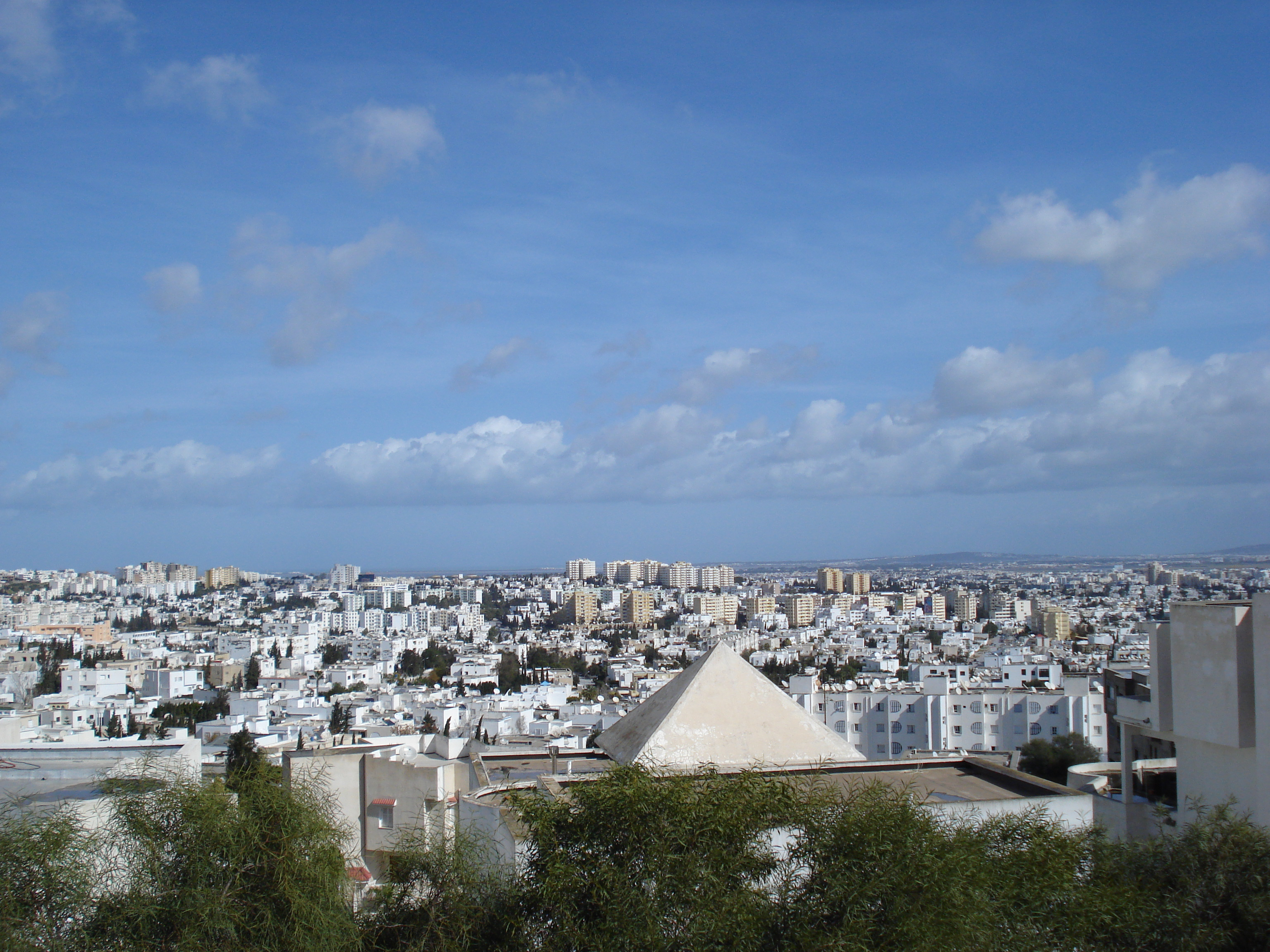
Vue de tous les quartiers d'El Menzah

Elle comporte un certain nombre de quartiers dont :
- Cité Caravelles ;
- Cité des Médecins ;
- Cité du Paradis ;
- Cité El Mahrajène ;
- Cité Faïza ;
- Cité Saba ;
- Cité SNIT ;
- El Manar I[3] ;
- El Menzah I ;
- El Menzah II ;
- El Menzah III ;
- El Menzah IV ;
- El Menzah IX ;
- Mutuelleville ;
- Tunis-Belvédère.

Elle est délimitée par la municipalité de l'Ariana au nord, la délégation d'El Omrane au sud, la délégation de la Cité El Khadra à l'est et la délégation d'El Omrane supérieur à l'ouest.